# 鳥玄坊シリーズ
『鳥玄坊シリーズ』（ちょうげんぼうシリーズ）は、明石散人による日本の小説作品。文庫版のカバーでは「歴史ミステリー」と位置づけられているが、どちらかというとSFに近い。

## 書籍情報
以下の3部作から成る。ノベルス版、文庫版双方とも絶版。2009年、大幅改稿された愛蔵版が2月から4月にかけて出版される。
- 講談社ノベルス
  - 鳥玄坊先生と根源の謎（1997年12月5日発行、ISBN 978-4-06-181992-4）
  - 鳥玄坊 時間の裏側（1998年12月5日発行、ISBN 978-4-06-182047-0）
  - 鳥玄坊 ゼロから零へ（1999年6月5日発行、ISBN 978-4-06-182061-6）
- 講談社文庫
  - 鳥玄坊 根源の謎（2002年6月15日発行、ISBN 978-4-06-273462-2）
  - 鳥玄坊 時間の裏側（2002年8月15日発行、ISBN 978-4-06-273523-0）
  - 鳥玄坊 ゼロから零へ（2002年9月15日発行、ISBN 978-4-06-273532-2）
- 決定稿・愛蔵版
  - 鳥玄坊 根源の謎（2009年2月24日発行、ISBN 978-4-06-215220-4）
  - 鳥玄坊 時間の裏側（2009年3月24日発行、ISBN 978-4-06-215244-0）
  - 鳥玄坊 ゼロから零へ（2009年4月24日発行、ISBN 978-4-06-215245-7）

## あらすじ
中国、秦始皇帝兵馬俑坑で発見された青く発光する謎の金属板、海中をおよそ100ノットのスピードで進む推定800mの黒い巨大な生物、エルサレムで発見された紀元前1世紀頃のものと思われる金属の巻物からは何故か日本語が刻まれ、富士樹海の地下空間からは、地球成立よりも古い変成岩が見つかる。
世界中から見つかる極めて日本的な遺物とは？その調査に鳥玄坊一派が乗り出す。

## 鳥玄坊一派

### 概要
築地に研究室を構える、謎の研究機関。メンバーはその存在を口外してはならず、日常生活でも目立った行動をとってはいけない。日本の情報機関の最高幹部までもが鳥玄坊の指揮を仰ぎ、総理大臣からも直接連絡が入る。
メンバーは全員皇八家（すめらはっか）の一人に数えられ、皇八家が全員揃って初めてその任をまっとう出来る。メンバーは一派の印が入った指輪をしている。衛星により常に居場所などをキャッチされる。誤差が数10メートルあるGPSとは違い、この指輪の誤差は数ミリ程度。各々の体型もインプットされている代物である。
研究室には鳥玄坊一族が大切に守ってきた膨大な数の書籍を有し、国の研究機関がその存在を知れば、喉から手が出るほど欲しがるであろう国宝並の書物も備わっており、欠史八代となっている二代綏靖天皇から九代開化天皇までの、各天皇の皇年代記も揃っている。
最新鋭の機材が備わっており、各国の情報機関（アメリカのCIA・イギリスのMI5・ドイツのBND・フランスのSDECE〔防諜・外国資料局〕・イタリアのSISMI・イスラエルのモサッドなど）から第一級の機密事項が送られてくる。
膨大な額の資金を有しており、メンバーの一人が勝手に1000億円程度無断で使用しても特に問題はない。

### メンバー
鳥玄坊（ちょうげんぼう）
鳥玄坊研究室の責任者。年齢不詳で、2万年前のことを「少し前」と言うなど、太古の出来事まで自分が経験してきたように語る。ヒロシは何故か鳥玄坊の顔を記憶できない。鵜葺草葺不合命の長男（神武天皇の兄に当たる）を始祖とする。
通貨取引のシステムの考案者で、そのコミッションだけで年間5000億ドルも鳥玄坊の元に入ってくる。一派の活動資金の一部ともなっている。
青山 ヒロシ（あおやま ヒロシ）
日本古武道の一種・胡飲酒舞（こんじゅのまい）の使い手で、他の東西の武道にも精通している。胡飲酒舞の正拳による衝撃度は2400kg、回し蹴りによる衝撃度は3400kgもの威力がある。素人相手ならば、50-60人は軽く伸してしまう。胡飲酒舞は、推古天皇の時代から続く、一子相伝の舞。表向きは雅楽の舞だが、裏は15人を瞬時に倒してしまう武術である。その伝承はあまりに過酷なため、鎌倉時代末期に一度途絶えたが、室町時代後期に復活した。神八井耳命を始祖とする杖刀人の一族で、多氏の血を引く。杖刀人の最後の一人。
いつどんなきっかけで鳥玄坊一派に加わったのか記憶がない。一派に加わる以前は、ひたすら武道に励むだけの貧乏生活を送っていた。鳥玄坊から、マキのボディーガードをするように言われている。鳥玄坊一派の中では下っ端。現在は月島の佃島に建つ高層マンションに住んでおり、無制限のクレジットカードを2枚持たされている。給与は支給されないが、通帳には天文学的な数字が並んでいる。
一条路 マキ（いちじょうじ マキ）
鳥玄坊の異父妹で、内閣調査室極東課に勤めている。ショートカットの美人。ある日突然、鳥玄坊の妹として現れたため、それまで鳥玄坊を支えてきた狐寿琳とは波長が合わず、互いにライバル意識を抱いている。一条路家は日本武尊と弟橘媛を始祖にする。
石神 亜玖梨（いしがみ あくり）
一派で鳥玄坊に次ぐ古株。喋り始める前に小さく咳払いする癖がある。
古代ペルシャのシャーマンの血筋を引く。卑弥呼と系譜上つながりがあり、太占など卑弥呼が駆使したと言う呪術を使うことができる。
香月 狐寿琳（かづき こじゅりん）
鳥玄坊の秘書。何をするにもそつなくこなす。容貌は八重垣神社の稲田姫の壁画に瓜二つ。
野村（のむら）
小太りで、飄々とした性格。武内宿禰（たけしうちのすくね）の直系の子孫。
松六（まつろく）
70過ぎの老人。漁師。房総の海や山を預かっている。安倍晴明の直系の子孫。
黒田（くろだ）
内閣調査室極東課室長。マキの上司。野見宿禰の子孫。当麻蹴速（たいまのけはや）を殺した後悔から、平和主義に者になった宿禰の意思は現代にも引き継がれている。

## 漫画
うちやましゅうぞう画による漫画化がされている。「コミックバーズ」（幻冬舎）より刊行されていた。
1. 鳥玄坊 根源の謎（2000年8月発行、ISBN 4789782948）
2. 鳥玄坊 天の理（2001年5月発行、ISBN 4789783510）